# Edviges de Eschauemburgo
Edviges de Eschauemburgo, também conhecida como Edviges de Holsácia (em alemão:  Heilwig ou Hedwig; c. 1398 — 1436) foi suo jure ´duquesa de Holsácia e condessa de Eslésvico. Também foi senhora de Werle-Güstrow pelo seu primeiro casamento com Baltasar de Werle, e posteriormente, condessa de Oldemburgo pelo seu segundo casamento com Teodorico de Oldemburgo. Foi mãe do rei Cristiano I da Dinamarca.

## Família
Edviges foi a segunda filha e terceira criança nascida de Gerardo VI de Holsácia-Rendsburgo e de Catarina Isabel de Brunsvique-Luneburgo. Seus avós paternos eram o conde Henrique II de Holsácia-Rendsburgo e Ingeburga de Meclemburgo. Seus avós maternos eram o duque Magno II de Brunsvique-Luneburgo e Catarina de Anhalt-Bernburgo.
Ela teve cinco irmãos, que eram: Ingeburga, freira e abadessa em Vadstena; o conde Henrique IV de Holsácia-Rendsburgo; o conde Adolfo VIII de Holstein, e o conde Gerardo VII de Holsácia-Rendsburgo, marido de Inês de Baden.
Edviges era descendente do rei Érico V da Dinamarca através da linhagem paterna, e do rei Abel da Dinamarca pela linhagem materna.

## Biografia
Em 18 de maio de 1411, foi obtida uma dispensa papal para o casamento de Edviges e Baltasar, filho de Lourenço de Werle e de Matilde de Werle. Eles se casaram quase cinco anos depois, em 18 de abril de 1417.
Baltasar não teve filhos com a primeira esposa, Eufêmia de Meclemburgo, e nem com Edviges. Ele morreu em 5 de abril de 1521.
Em 23 de novembro de 1423, Edviges tornou-se a segunda esposa do conde Teodorico de Oldemburgo, filho do conde Cristiano V de Oldemburgo e de Inês de Honstein. Ele tinha sido marido de Adelaide de Oldemburgo-Delmenhorst.
De seu segundo casamento, teve quatro filhos.
A condessa faleceu no ano de 1436, e foi sepultada na Igreja de São Lamberto, na cidade de Oldemburgo, na Alemanha.

## Descendência
- Cristiano I da Dinamarca (fevereiro de 1426 - 21 de maio de 1481), rei da Dinamarca, Suécia e Noruega. Foi marido de Doroteia de Brandemburgo, com quem teve cinco filhos;
- Maurício IV de Oldemburgo (1428 - 9 de agosto de 1464), conde de Oldemburgo. Foi casado com Catarina de Hoya, com quem teve três filhos;
- Gerardo VI de Oldemburgo (1430 - 22 de fevereiro de 1500), conde de Oldemburgo. Foi marido de Adelaide de Teclemburgo, com quem teve onze filhos;
- Adelaide de Oldemburgo (n. antes de 1433), primeiro foi esposa de Ernesto II, conde de Honstein, e depois de Gerardo VI, conde de Mansfeld. Sem descendência.